# Pulau Klah
Pulau Klah är en ö i Indonesien.   Den ligger i provinsen Aceh, i den västra delen av landet, 1 900 km nordväst om huvudstaden Jakarta. Arean är 0,19 kvadratkilometer.
Terrängen på Pulau Klah är platt. Öns högsta punkt är 39 meter över havet. Den sträcker sig 0,5 kilometer i nord-sydlig riktning, och 0,6 kilometer i öst-västlig riktning.  I omgivningarna runt Pulau Klah växer i huvudsak städsegrön lövskog.